# Хорејшио Нелсон
Хорејшио Нелсон (неуједначено и Хорације и Хорацио, енгл. Horatio Nelson; Бернам Торп, 29. септембар 1758 — Трафалгар, 21. октобар 1805) је био британски поморац и адмирал.
Нелсон се прикључио морнарици на наговор свога ујака Мориса Саклинга. Брзо се успињао у служби и постао је капетан 1778. Истицао се личним квалитетима и одличним познавањем тактике. Понекад је пролазио кроз периоде болести и неангажованости, нарочито после Америчког рата за независност. По избијању француских револуционарних ратова Нелсон се вратио у активну службу. Нарочито је био активан у Медитерану. Борио се у мањим биткама код Тулона и био је од велике користи при заузимању Корзике.
У Бици код Тенерифа 1797. тешко је рањен када је изгубио руку. Опорављао се у Енглеској. Наредне године однео је победу над Французима у бици на Нилу. Године 1801. победио је Данце у Бици код Копенхагена. Касније је командовао блокадом француске и шпанске флоте у Тулону, које је затим прогонио до Кариба и назад. После кратког повратка у Енглеску предузео је 1805. блокаду Кадиза. Дана 21. октобра 1805. француско-шпанска флота је испловила из луке и тако је започела Битка код Трафалгара. Ова битка је била једна од најблиставијих победа британске морнарице, али је у њој Нелсон смртно рањен. Погодио га је хитац из мускете са шпанског брода „Сантисима Тринидад“. Нелсоново тело је враћено у Енглеску где је уз почасти сахрањен у Вестминстерској опатији.
Славу једног од највећих стратега поморског ратовања Нелсон је стекао у биткама против револуционарне Француске и Наполеона. Његове поморске победе осигурале су Уједињеном Краљевству првенство на мору за читав један век. Његови споменици се налазе широм Британије, а најпознатији је онај на тргу Трафалгар у Лондону. У његову част је назван град Нелсон на Новом Зеланду.

## Младост
Хорејшио Нелсон је рођен 29. септембра 1758. у жупском дому у Бернам Торпу, Норфок, Енглеска, као шесто од једанаесторо деце свештеника Едмунда Нелсона и његове супруге Катрин Саклинг. Добио је име „Хорејшио“ по свом куму Хорејшију Волполу, првом грофу од Орфорда (1723–1809), блиском рођаку његове бабе по мајци Ане Тарнер (1691–1768). Хорејшио Волпол је био млађи унук Роберта Волпола, првог грофа од Орфорда, де факто првог премијера Велике Британије.
Катрин Саклинг је живела је у селу Баршам у Сафоку, и венчала се за свештеника Едмунда Нелсона у цркви Беклес, Сафок, 1749. Нелсонова тетка, Алис Нелсон била је супруга свештеника Роберта Ролфа, ректора Хилбара у Норфоку и баба сер Роберта Монсија Ролфа. Ролф је два пута служио као лорд канцелар Велике Британије.
Нелсон је похађао Пастонску гимназију у Норт Волшаму, до своје 12. године, а такође је био ђак у Гимназији краља Едварда VI у Норичу. Његова поморска каријера започела је 1. јануара 1771. године, када је започео службу на трећеразредном броду ХМС Ризонабл као обични морнар и кормилар под командом свог ујака по мајци, капетана Мориса Саклинга. Убрзо након почетка службе на броду, Нелсон је постављен за водника и почео обуку за официра. Почетком своје службе, Нелсон је открио да пати од морске болести, хроничне тегобе која га је мучила до краја живота.

## Антили, 1771—1780
ХМС Ризонабл је био наручен током периода напетости са Шпанијом, али када је то прошло, Саклинг је пребачен на Норски стражарски брод ХМС Тријумф, а Нелсон је послат на службу на Антилском броду Мери Ана из трговачке бродарске компаније Хиберт, Пуриер и Хортон, како би стекао поморско искуство. Он је испловио је из Мидвеја у Кенту 25. јула 1771. пловећи према Јамајци и Тобагу, вративши се у Плимут 7. јула 1772. Два пута је прешао Атлантик, пре него што се вратио да служи под ујаком као заповедник Саклинговог дугог брода, који је превозио људе и карго до и са обале. Нелсон је тада сазнао о планираној експедицији под заповедништвом Константина Фипса, намењену истраживању пролаза на Арктику којим се надало да се може доћи до Индије: легендарног Североисточног пролаза.
На захтев свог нећака, Саклинг је организовао да се Нелсон придружи експедицији као кормилар под командиром Латвиџом на преуређеном бомбардерском броду ХМС Каркас. Експедиција је достигла до десетак степени од Северног пола, али, пошто није успела да нађе пут кроз густе ледене плоче, била је принуђена да се врати. До 1800. године Латвиџ је почео да кружи причу да је, док је брод био заробљен у леду, Нелсон видео и прогонио белог медведа, пре него што му је наређено да се врати на брод. Латвиџова каснија верзија из 1809. године, известила је да су Нелсон и његов компањон прогонили медведа, и да је на питање зашто, одговорио: „Желео сам, господине, да добијем кожу за свог оца“.
Нелсон се накратко вратио на Тријумф након повратка експедиције у Британију у септембру 1773. Саклинг је потом организовао да буде премештен у ХМС Сихорс, један од два брода који су ускоро отпловили за Антиле.